# 코시크
코시크(kor-seek)는 1995년 발표된 대한민국 최초의 검색엔진이다.
처음 서비스 도메인은 kor-seek.chungnam.ac.kr 을 사용하였으며 이후 www.kor-seek.com를 사용했다.
발표 이후 1998년에 이르기까지 3년간 한국 인터넷 검색서비스의 선두를 유지하였다.
'코시크'는 충남대 화학공학과에 재학중이던 김영렬씨가 '한글이즐거운인터넷'을 기치로 하여 개발하였으며 디렉토리 서비스 및 키워드 검색서비스를 제공하였다.
대한민국 최초의 검색엔진, 최초의 한글검색엔진으로서 당시 발간되던 인터넷 백서에 기록되어 있다.

## 초기 인터넷 환경
미국의 라스베가스의 1993년 추계 컴덱스 쇼에서 웹이 대중에 첫선을 보인 이듬해에 웹은 한국에도 소개되었다.
그때 정부의 투자로 완성된 연구망과 교육망의 센터가 공고롭게도 대전의 카이스트와 충남대에 위치하고 있었으며 이 두학교는 학내 bbs 활동이나 인터넷 활용에서 타 대학의 학생들보다 월등히 앞선 경험을 하게 된다. 대전엑스포가 열리면서 최초로 관광특구로 지정된 유성구 일대는 전국에서 유일하게 유흥업소들의 심야 영업이 허용되었는데 이때 충남대학교의 BBS 인 꼬맹이네를 통해 전국적인 오프모임이 유성에서 열리는 등 인터넷을 앞서 경험한 대학생들의 회합이 잦아졌다.
1994년에 학생들 주도로 비공식 홈페이지가 만들어져 운영하기 시작했으며 워킹그룹을 주도하며 전국적인 세력 확산에 힘을 쏟았다.
이러한 노력의 결실로 1995년 1월에는 충남대학교 1공관 취봉홀에서 전국에서 웹에 관심있는 대학생들이 모여 월드와이드웹코리아(WWW-KR) 1회 행사를 주최하기에 이른다.
1995년은 대학을 선두로 한 사회 각분야에서 홈페이지의 관심이 높아지면서 새로운 홈페이지가 속속 등장했다.

## 한글이 불편한 인터넷
1995년은 인터넷에 웹페이지가 한창 붐을 이루기 시작했다. 당시 초기에 등장했던 외국 검색엔진은 영어 위주의 인터넷 검색서비스를 제공했다.  이 때는 모든 언어를 함께 읽을 수 있는 유니코드 이전 시기여서 영어권 사람들이 사용하는 웹브라우저에서 한글은 폰트가 깨져서 읽을 수 없었다. 때문에 홈페이지를 만들어서 검색엔진에 등록하기 위해서는 검색엔진을 운영하던 영어권 사람들을 위해 영어로 된 홈페이지를 만들 수 밖에 없었다. 
한국사람들에게 영어로 홈페이지를 만들고 검색하도록 하는 것은 여간 어려운 일이 아니었다. 한글의 로마자표기는 완전하지도 않았고 통일되지도 못했던 탓에 홈페이지를 만들어 검색엔진에 등록하기 어렵고 검색서비스를 이용해 찾기도 어려웠다.
한글을 영문으로 표기하는 로마자표기법이 있었으나 여러 가지 혼란으로 정확한 표기를 할 수 없었던 탓이다.
가령 검색엔진에서 경북대학교, 전북대학교, 충북대학교 등을 검색하려고 한다면 '북'자의 영문표기는 'pook', 'puk', 'buk', 'book' 등으로 쓰이고 있어 검색엔진에 이들을 모두 검색해야 하는 불편함이 있다. 뿐만 아니라 모음의 'ㅐ', 'ㅛ', 'ㅖ', 'ㅢ' 등이 들어가는 발음은 통일된 영문 표기법으로 검색할 수 없다.
또한 'ㅈ'의 경우 J, Z, CH 등이 섞여서 사용되었는데 당시 제주(Cheju)의 경우처럼 자음이 위치한 순서에 따라 다르게 쓰이는 경우도 있었다. 'ㄱ'의 경우에는 K, G 가 혼용되었으며 'ㄷ'의 경우 D,T 등이 혼용되었다.
초기 한국의 웹사이트 수가 수천 개 미만일 때까지는 한국의 홈페이지 목록이 만들어져 보급되었다. 한국 홈페이지 목록은 충남대학교 컴퓨터 공학과 대학원에 재학중이던 이강찬씨(현재 전자통신연구원 연구원)와 동국대학교 모 교수가 제공하는 홈페이지 목록이 대표적이었다.
홈페이지 목록은 웹문서 형태로 존재하였으며, 한국에 존재하는 많은 홈페이지를 나열하고 링크를 걸어 그 웹페이지에 갈 수 있도록 정리한 형태로 제공되었다. 웹브라우저로 해당 목록을 표시하는 웹페이지를 로딩한후 웹문서의 찾기 기능으로 한글을 검색하여 찾는 정도로 만족해야 했으며, 홈페이지에서 제공하는 자세한 내용에 대한 검색은 할 수 없었다. 더욱이 한글홈페이지가 증가되면서 목록이 수시로 갱신되기에는 어려운 상황이 있었다.
한글로 작성된 웹사이트 수가 늘어나면서 이를 목록을 가지고 찾는데 여러 어려움이 점차 가중되게 되었으며 한글 홈페이지 개설자들은 쉽게 홈페이지를 알릴 수 있는 효과적인 방안이 없었다.

## 한글이 즐거운 인터넷
한국의 초기 홈페이지 개설자들이 겪어야만 했던 이러한 불편은 검색엔진의 코시크(korseek) 출연과 함께 모두 사라지게 된다.
코시크는 '한글이즐거운인터넷'을 기치로 한글 검색서비스를 운용하기 시작했다. 초기에는 홈페이지 목록에 올라와 있는 4000여개 홈페이지를 요약한 DB를 이용하여 키워드 검색과 디렉토리 검색서비스를 제공했으며, 홈페이지 등록 서비스를 개설하여 신규로 개설된 홈페이지를 검색해주었다.
최초의 한글검색엔진을 개발한 김영렬씨는 별다른 수입이 없는 학생의 신분으로 서비스를 운영했다. 노후화된 서버 시스템으로 인해 고초를 겪었으며 코시크의 서비스 중단을 예고하기에 이른다. 이때 한국의 인터넷 확산에 주력하던 WWW-KR은 서비스의 지속을 위해 서버를 지원하였으며 코시크는 지원받은 재원을 바탕으로 일반 PC 서버에 리눅스를 탑재한 형태로 재탄생한다.
코시크의 출현과 더불어 국내 홈페이지는 신규 생성되는 대로 코시크에 등록을 요청하는 등 한글 홈페이지의 붐을 촉발시켰다.
이후 한글홈페이지수는 급격하게 증가하였으며 1997년 외환위기를 거치면서 인터넷 기반의 벤처 붐이 불게 된다. 코시크의 개발자인 김영렬씨는 한국전산원의 검색엔진 표준화위원회에 참가하여 검색 엔진 쿼리 표준화에 힘썼으며 1998년 코시크 서비스는 공식 종료되었다.
1997년 코시크는 기능이 개선되어 농림부 산하 농림수산정보센터에 리눅스 시스템에서 작동하는 전문 검색엔진으로 납품되기도 하였으나 직접적인 사업화로 이어지지는 않았다.

## 후속 검색엔진
한편 코시크는 다른 여타 검색엔진의 발표를 촉발했는데 코시크 발표 이듬해인 1996년부터 다수의 검색엔진이 출현하게 된다.
1996년 대구대학교 학생이던 김성훈씨는 '까치네(www.kachi.com)'를 발표했다. 까치네는 로봇에이전트를 탑재하여 자료 수집의
라는 특징을 선보였다.
계명대 재학생이던 박민우씨가 개발한 '와카노(www.wakano.com)'과 KAIST의 승현석씨가 개발한 '미스다찾니(www.mochanni.com)' 등도 1996년에 등장한 한국의 초기 검색엔진들이다.

## 내용출처
1. 기사-인터넷 한글정보검색기 '코시크'제작자 김영렬, 정기잡지 시사월간 1996 6월호 -중앙일보사- pp.314
2. 국내 웹 검색도구의 특성 및 탐색기능 평가에 대한 연구 (이란주, 최경하 공동연구) - 한국문헌정보학회지 31,3('97.9) pp.75-108 1225-598X KCI 권호별 논문보기
3. 기사-첫 한글검색엔진 ‘코시크’를 아시나요 인터넷뉴스 대덕넷 2002년 12월 16일  보관됨 2013-12-25 - 웨이백 머신
4. 기사-서치엔진 달고 인터넷 고속항해 매일경제신문 1996년 6월 20일
5. 재미있는 검색엔진의 역사 bloter.net 보관됨 2013-12-27 - 웨이백 머신
6. 리포트. 검색사이트의 분류 2001년
7. 코시크에서 구글까지
8. 코시크(Kor-seek)
9. 한글이 즐거운인터넷, kor-seek